# Ptilochaeta bahiensis
Ptilochaeta bahiensis är en tvåhjärtbladig växtart som beskrevs av Porphir Kiril Nicolai Stepanowitsch Turczaninow. Ptilochaeta bahiensis ingår i släktet Ptilochaeta och familjen Malpighiaceae. Inga underarter finns listade i Catalogue of Life.